# ريتشارد ميد
ريتشارد ميد (Richard Meade) هو لاعب أولمبي لرياضة الفروسية من بريطانيا العظمى. شارك في الأولمبياد الصيفي في 1968–1972، وفاز بما مجموعه 3 ميداليات.

## الميداليات
| ذهب | فضة | برونز | المجموع |
| 3   | 0   | 0     | 3       |

## روابط خارجية
- ريتشارد ميد على موقع الاتحاد الدولي للفروسية (الإنجليزية)
- ريتشارد ميد على موقع FEI (رابط بديل) (الإنجليزية)
- ريتشارد ميد على موقع أوليمبيديا (الإنجليزية)
- ريتشارد ميد على موقع اللجنة الأولمبية البريطانية (الإنجليزية)